# Simning vid världsmästerskapen i simsport 2022 – 4 × 100 meter mixed frisim
4 × 100 meter mixed frisim vid världsmästerskapen i simsport 2022 avgjordes den 24 juni 2022 i Donau Arena i Budapest i Ungern.
Guldet togs av Australiens kapplag på tiden 3.19,38, vilket blev ett nytt världsrekord. Silvret togs av Kanada på tiden 3.20,61 och bronset till USA på tiden 3.21,09.

## Rekord
Inför tävlingens start fanns följande världs- och mästerskapsrekord:
|                   | Nation | Tid     | Ort               | Datum        |
| ----------------- | ------ | ------- | ----------------- | ------------ |
| Världsrekord      | USA    | 3.19,40 | Gwangju, Sydkorea | 27 juli 2019 |
| Mästerskapsrekord | USA    | 3.19,40 | Gwangju, Sydkorea | 27 juli 2019 |

Följande rekord slogs under tävlingen:
| Datum   | Omgång | Nation     | Tid     | Rekord |
| ------- | ------ | ---------- | ------- | ------ |
| 24 juni | Final  | Australien | 3.19,38 | 0VR0   |

## Resultat

### Försöksheat
Försöksheaten startade klockan 09:53.
| Placering | Heat | Bana | Nation           | Simmare | Tid             | Noteringar      |
| --------- | ---- | ---- | ---------------- | --- | --------------- | --------------- |
| 1         | 2    | 0    | USA              | Ryan Held (47,85) Drew Kibler (48,26) Erika Brown (53,73) Kate Douglass (54,64)                                                 | 3.24,48         | 0Q0             |
| 2         | 2    | 9    | Kanada           | Ruslan Gaziev (49,16) Javier Acevedo (48,34) Taylor Ruck (53,92) Maggie Mac Neil (53,88)                                        | 3.25,30         | 0Q0             |
| 3         | 3    | 0    | Australien       | Zac Incerti (49,28) William Yang (48,39) Meg Harris (53,97) Leah Neale (53,91)                                                  | 3.25,55         | 0Q0             |
| 4         | 2    | 4    | Nederländerna    | Stan Pijnenburg (48,79) Jesse Puts (48,54) Tessa Giele (55,47) Marrit Steenbergen (53,06)                                       | 3.25,86         | 0Q0             |
| 5         | 3    | 5    | Italien          | Leonardo Deplano (48,92) Alessandro Miressi (48,16) Silvia Di Pietro (54,62) Chiara Tarantino (54,30)                           | 3.26,00         | 0Q0             |
| 6         | 3    | 4    | Storbritannien   | Jacob Whittle (49,04) Matt Richards (48,57) Freya Anderson (54,03) Lucy Hope (54,46)                                            | 3.26,10         | 0Q0             |
| 7         | 3    | 3    | Brasilien        | Vinicius Assunção (48,95) Gabriel Santos (48,70) Stephanie Balduccini (54,29) Giovanna Diamante (54,37)                         | 3.26,31         | 0Q0             |
| 8         | 3    | 1    | Kina             | Hong Jinquan (49,26) Wang Changhao (49,20) Lao Lihui (54,40) Ai Yanhan (54,34)                                                  | 3.27,20         | 0Q0             |
| 9         | 1    | 1    | Nya Zeeland      | Lewis Clareburt (49,55) Carter Swift (48,39) Chelsey Edwards (55,39) Laura Littlejohn (54,58)                                   | 3.27,91         | 0NR0            |
| 10        | 2    | 5    | Sverige          | Robin Hanson (49,31) Isak Eliasson (48,78) Sofia Åstedt (55,71) Sara Junevik (55,23)                                            | 3.29,03         |                 |
| 11        | 3    | 8    | Sydkorea         | Hwang Sun-woo (49,18) Lee Yoo-yeon (49,64) Jeong So-eun (55,42) Hur Yeon-kyung (55,11)                                          | 3.29,35         | 0NR0            |
| 12        | 1    | 2    | Israel           | Tomer Frankel (49,45) Ron Polonsky (48,92) Lea Polonsky (56,59) Daria Golovaty (55,28)                                          | 3.30,24         |                 |
| 13        | 1    | 6    | Singapore        | Jonathan Tan (49,72) Ardi Mohamed Azman (50,46) Quah Jing Wen (56,21) Amanda Lim (56,74)                                        | 3.33,13         |                 |
| 14        | 2    | 3    | Grekland         | Stergios Bilas (49,80) Odysseus Meladinis (49,30) Maria Drasidou (58,36) Anna Ntountounaki (56,95)                              | 3.34,41         |                 |
| 15        | 1    | 5    | Kinesiska Taipei | Wang Kuan-hung (50,49) Wang Hsing-hao (50,08) Hsu An (57,08) Huang Mei-chien (57,03)                                            | 3.34,68         | 0NR0            |
| 16        | 3    | 9    | Hongkong         | Ian Ho (50,12) Nicholas Lim (51,30) Camille Cheng (56,67) Chloe Cheng (57,17)                                                   | 3.35,26         |                 |
| 17        | 1    | 7    | Lettland         | Ģirts Feldbergs (51,95) Daniils Bobrovs (53,72) Ieva Maļuka (55,78) Gabriela Ņikitina (56,78)                                   | 3.38,23         |                 |
| 18        | 1    | 8    | Thailand         | Dulyawat Kaewsriyong (51,71) Navaphat Wongcharoen (51,84) Jinjutha Pholjamjumrus (58,05) Jenjira Srisaard (1.01,73)             | 3.43,33         |                 |
| 18        | 3    | 2    | Marocko          | Samy Boutouil (50,42) Souhail Hamouchane (52,76) Lina Khiyara (1.00,53) Imane El Barodi (59,62)                                 | 3.43,33         |                 |
| 20        | 1    | 4    | Vietnam          | Nguyễn Quang Thuấn (52,06) Nguyễn Hữu Kim Sơn (52,12) Võ Thị Mỹ Tiên (1.00,62) Lê Thị Thảo My (1.01,08)                         | 3.45,88         |                 |
| 21        | 1    | 3    | Seychellerna     | Mathieu Bachmann (53,54) Therese Soukup (1.02,27) Simon Bachmann (53,91) Khema Elizabeth (1.03,53)                              | 3.53,25         |                 |
| 22        | 2    | 8    | Mongoliet        | Batbayaryn Enkhkhüslen (59,59) Batbayaryn Enkhtamir (52,94) Enkh-Amgalangiin Ariuntamir (1.04,74) Zandanbal Gunsennorov (56,69) | 3.53,96         |                 |
| 23        | 2    | 2    | Uganda           | Adnan Kabuye (56,00) Kirabo Namutebi (1.03,73) Tendo Mukalazi (53,16) Avice Meya (1.03,15)                                      | 3.56,04         |                 |
| 24        | 1    | 0    | Guam             | Israel Poppe (56,29) Mia Lee (1.03,46) Keana Santos (1.09,57) Benjamin Ko (56,89)                                               | 4.06,21         |                 |
| 25        | 1    | 9    | Nordmarianerna   | Taiyo Akimaru (57,63) Maria Batallones (1.06,75) Jinie Thompson (1.10,06) Juhn Tenorio (58,51)                                  | 4.12,95         |                 |
| 26        | 2    | 1    | Maldiverna       | Mohamed Aan Hussain (56,96) Aishath Sausan (1.10,71) Hamna Ahmed (1.13,88) Mubal Azzam Ibrahim (56,89)                          | 4.18,44         |                 |
| 27        | 3    | 7    | Tanzania         | Dennis Mhini (59,10) Eunike Fugo (1.15,13) Kayla Temba (1.23,02) Collins Saliboko                                               | Diskvalificerad | Diskvalificerad |
| 27        | 2    | 6    | Bahamas          | | Startade inte   | Startade inte   |
| 27        | 2    | 7    | Frankrike        | | Startade inte   | Startade inte   |
| 27        | 3    | 6    | Angola           | | Startade inte   | Startade inte   |

### Final
Finalen startade klockan 19:49.
| Placering | Bana | Nation         | Simmare                                                                                                 | Tid     | Noteringar |
| --------- | ---- | -------------- | --- | ------- | ---------- |
| 1         | 3    | Australien     | Jack Cartwright (48,12) Kyle Chalmers (46,98) Madison Wilson (52,25) Mollie O'Callaghan (52,03)         | 3.19,38 | 0VR0       |
| 2         | 5    | Kanada         | Joshua Liendo (48,02) Javier Acevedo (47,96) Kayla Sanchez (52,52) Penny Oleksiak (52,11)               | 3.20,61 | 0NR0       |
| 3         | 4    | USA            | Ryan Held (47,93) Brooks Curry (47,72) Torri Huske (52,70) Claire Curzan (52,84)                        | 3.21,09 |            |
| 4         | 7    | Storbritannien | Tom Dean (48,25) Lewis Burras (47,86) Anna Hopkin (53,27) Freya Anderson (53,06)                        | 3.22,44 |            |
| 5         | 6    | Nederländerna  | Stan Pijnenburg (48,80) Jesse Puts (48,29) Tessa Giele (54,58) Marrit Steenbergen (52,57)               | 3.24,24 |            |
| 6         | 1    | Brasilien      | Gabriel Santos (48,73) Vinicius Assunção (48,03) Giovanna Diamante (53,98) Stephanie Balduccini (54,04) | 3.24,78 | 0AR0       |
| 7         | 2    | Italien        | Lorenzo Zazzeri (48,69) Alessandro Miressi (47,50) Silvia Di Pietro (54,19) Chiara Tarantino (55,45)    | 3.25,83 |            |
| 8         | 8    | Kina           | Hong Jinquan (48,88) Wang Changhao (48,86) Lao Lihui (54,60) Ai Yanhan (54,58)                          | 3.26,92 |            |